# Josep Bru Alejandro
Josep Bru Alejandro   (Tarragona, 1905 - Rialb, p. 1939) va ser un atleta tarragoní, plusmarquista, del Club Gimnàstic de Tarragona, especialitzat en llançament de javelina i pes, durant les dècades de 1920 i 1930.
Sis vegades campió d'Espanya en Llançament de Javelina, 7 vegades campió de Catalunya en Llançament de Javelina, i dues Campió de Catalunya en Llançament de Pes.
Nascut l'any 1905 a la ciutat de Tarragona, fill de Josep Bru i Cristobalina Alejandro. Agricultor d'ofici, mostrà interès des dels primers anys d'infància pels entrenaments dels grans atletes de l'època, Solé i Artiga. Serà la seva gran afició per l'atletisme, així com la seva condició física, la qual li va permetre especialitzar-se i destacar en Llançament de Javelina.
Aconseguirà guanyar: 7 Campionats de Catalunya de llançament de javelina, als anys 1924, 1925, 1926, 1927, 1929, 1930 i 1931. 6 Campionats d'Espanya, novament de llançament de javelina, als anys 1925, 1926, 1927, 1929, 1930, i 1931. I 2 Campionats de Catalunya de llançament de pes, al 1926 i 1927.
Establí 15 rècords catalans i 9 espanyols en javelina, destacant la seva millor marca de 53.16m.
Començarà per aquelles èpoques a exercir també com a professor de gimnàstica.
L'any 1929 es va casar amb Carmen Boada Verderes, amb qui tingué 2 fills: Josep i Jordi.
Es trobarà a Barcelona preparant-se per a l'Olimpíada Popular de 1936, quan esclatà la Guerra Civil. A Barcelona treballà com a Guàrdia d'Assalt. Va ser enviat al Front de Catalunya l'any 1938. L'1 de gener de 1939, va ser declarat desaparegut en combat, a les Pedres d'Auló, del municipi de Rialp, Lleida. Fonts testimonials i orals, posteriors a la 2a Guerra Mundial van assegurar la seva suposada presència al Camp de Concentració de Septfonds, així com una fugida i desaparició, durant els anys de la invasió alemana i del govern de Vichy.
| Campionats                         | Data | Marca  |
| ---------------------------------- | ---- | ------ |
| Campionat Javelina Catalunya       | 1924 | 44.60m |
| Campionat Javelina Espanya         | 1925 | 47.46m |
| Campionat Javelina Catalunya       | 1925 | 47.42m |
| Campionat Javelina Espanya         | 1926 | 50.83m |
| Campionat Javelina Catalunya       | 1926 | 48.00m |
| Campionat Llançament Pes Catalunya | 1926 | 9.25m  |
| Campionat Javelina Espanya         | 1927 | 53.16m |
| Campionat Javelina Catalunya       | 1927 | 47.74m |
| Campionat Llançament Pes Catalunya | 1927 | 10.55m |
| Campionat Javelina Espanya         | 1929 | 48.24m |
| Campionat Javelina Catalunya       | 1929 | 49.97m |
| Campionat Javelina Espanya         | 1930 | 47.17m |
| Campionat Javelina Catalunya       | 1930 | 47.00m |
| Campionat Javelina Espanya         | 1931 | 48,48m |
| Campionat Javelina Catalunya       | 1931 | 46.75m |